# 德威弗爾-梅里奧尼斯 (英國國會選區)
德威弗爾-梅里奧尼斯（英語：Dwyfor Meirionnydd），英國國會一郡選區，位於威爾斯西北部圭內斯大部分。始設於2010年。
2010年大選中，威爾斯黨的埃爾芬·盧德以44.3%選票勝出該區成功連任，成為全英三個威爾斯黨人控制的選區之一。